# Departamento de Carazo
Carazo es un departamento de Nicaragua. Su cabecera departamental es Jinotepe. El municipio más poblado es Diriamba.
Está ubicado en la zona central de la región del pacífico, al sur de la capital de Managua, cerca de la cadena de volcanes de Nicaragua, pero es el único departamento de la región que no tiene conos volcánicos. Es unos de los departamentos más pequeños en cuanto a territorio del país.
Es conocido por sus bellas playas y por las festividades religiosas que se dan casi todo el año, las más importantes son las Fiestas Patronales de  San Sebastián, en Diriamba en el mes de enero, las Fiestas patronales de San Marcos patrono de la ciudad del mismo nombre , las fiestas patronales de santa teresa son dadas en agosto en el municipio que lleva su mismo nombre en el mes de abril y las fiestas de Santiago Apóstol Patrono de Jinotepe, fiestas patronales por excelencia del departamento.

## Geografía
Gran parte del departamento consiste en una gran llanura que desciende suavemente hacia el Océano Pacífico. Los departamentos colindantes son Managua, Masaya, Granada y Rivas.

## Historia
En la época precolombina, esta región estuvo habitada por tribus Dirianes, de quienes se afirma ofrecieron una fuerte resistencia a la colonización española. Carazo fue nombrado como departamento en el año de 1891 y debe su nombre al presidente Evaristo Carazo. Sobresale en este departamento su producción cafetalera, que le diera en otros tiempos un fuerte auge económico al que debe en gran parte su desarrollo actual.

## Demografía
Demográficamente, el departamento de Carazo ocupa el décimo segundo lugar a nivel nacional con una población de 200 mil habitantes según las últimas estimaciones.
| Población histórica del departamento de Carazo | Población histórica del departamento de Carazo | Población histórica del departamento de Carazo |
| Año                                            | Habitantes                                     | Fuente                                         |
| ---------------------------------------------- | ---------------------------------------------- | ---------------------------------------------- |
| 1906                                           | 27 110                                         | Censo nicaragüense de 1906                     |
| 1920                                           | 32 059                                         | Censo nicaragüense de 1920                     |
| 1940                                           | 40 624                                         | Censo nicaragüense de 1940                     |
| 1950                                           | 52 138                                         | Censo nicaragüense de 1950                     |
| 1963                                           | 65 888                                         | Censo nicaragüense de 1963                     |
| 1971                                           | 71 134                                         | Censo nicaragüense de 1971                     |
| 1995                                           | 149 407                                        | Censo nicaragüense de 1995                     |
| 2005                                           | 166 073                                        | Censo nicaragüense de 2005                     |
| 2023                                           | 200 894                                        | Estimaciones del INIDE                         |

Carazo tiene una población actual de 200,894 habitantes. De la población total, el 48.9% son hombres y el 51.1% son mujeres. Casi el 65.3% de la población vive en la zona urbana.

## División administrativa
El departamento de Carazo está dividido administrativamente en ocho municipios:
| Municipio         | Superficie | Población  | Población       |
| Municipio         | Superficie | Censo 2005 | Estimación 2023 |
| ----------------- | ---------- | ---------- | --------------- |
| Diriamba          | 348.9 km²  | 57,542     | 65,479          |
| Dolores           | 2.620 km²  | 6,761      | 9,029           |
| El Rosario        | 14.08 km²  | 5,317      | 8,602           |
| Jinotepe          | 280.5 km²  | 42,109     | 55,780          |
| La Conquista      | 88.38 km²  | 3,777      | 4,144           |
| La Paz de Oriente | 15.51 km²  | 4,657      | 5,850           |
| San Marcos        | 118.1 km²  | 29,019     | 33,457          |
| Santa Teresa      | 213.3 km²  | 16,891     | 18,553          |

## Clima
El clima tropical con temperaturas que varían entre 28 y 32 °C (82 y 90 °F). Los meses más calurosos son abril y mayo. La lluvia cae principalmente entre mayo y octubre y el resto del año es seco.

## Economía
La parte interior del departamento produce una variedad de cultivos agrícolas que incluyen café de alta calidad y cerca del océano el clima subtropical se adapta a los árboles cítricos y la caña de azúcar. Allí también se producen cultivos de ganado y cereales y se extrae piedra de origen volcánico.

## Turismo
La costa del Pacífico ofrece playas con facilidades turísticas. Otros destinos turísticos incluyen la cascada Salto de la Culebra y el Centro Ecoturístico La Máquina, una reserva natural privada, ambos cerca de Diriamba. El Museo Ecológico de Trópico Seco es un museo en Diriamba que tiene exhibiciones sobre la flora y fauna del departamento.

## Festividades

### Festividades religiosas
San Marcos es el municipio conocido hoy en día como San Marcos Corazón de la Meseta, ya que se encuentran en el corazón de las mesetas de los pueblos y es conocido como la ciudad más religiosa de Toda Carazo.
La veneración a 3 santos, el culto a tres imágenes, dos de ellas aparecidas en alta mar, une a los habitantes de las tres principales ciudades del departamento de Carazo. Hablamos del Tope de los santos que se da tres veces en el año: El primer Tope se realiza en el mes de enero para las fiestas de San Sebastián en el municipio de Diriamba, el segundo se realiza en el mes de abril para las fiestas de San Marcos en el municipio de San Marcos, y luego en julio cuando Jinotepe celebra a Santiago Apóstol.
Dentro y fuera del terruño, El Tope de los Santos es como imán que atrae a miles de caraceños, y hasta donde se sabe, después de la aparición de Santiago y San Sebastián en el balneario de Huehuete, los párrocos de entonces dispusieron llevar a Santiago a Diriamba y a San Sebastián a Jinotepe, pero por las noches los santos aparecían cambiados, y fue cuando se dispuso dejar a San Sebastián en Diriamba y a Santiago en Jinotepe, pero eso sí, con el compromiso de que todos los años se iban a topar para reencontrarse, ya que ambos compartieron la travesía en el mar, y como zozobró el barco que los traía aparecer en tierras caraceñas.
San Sebastián, una imagen de tamaño natural, es el santo predicador del cristianismo que desafió a la guardia romana y que murió acribillado por flecheros, tal como luce representado. Santiago, en cambio, es la réplica del discípulo amado de Jesús. En una mano sostiene el bordón de peregrino y en la otra las Sagradas Escrituras.
la imagen de San Sebastián fue traída de España fue traída por los españoles se menciona que cuando estaban por llegar una tormenta azotaba la zona y tuvieron que tirar dos cajas pesadas al mar para liberar carga y no undirse las cajas fueron encontradas por unos salineros en un lugar conocido como La Sanja de Ámbar en Huehuete, Jinotepe, al abrir la primera caja encontraron la imagen de San Sebastián Mártir que llevada inscrito el nombre de Jinotepe y luego abrieron la otra que era la Imagen de Santiago Apóstol que decía Diriamba, buscaron unas carretas de Bueyes para trasladarlos hasta Diriamba y Jinotepe, dejaron a Santiago en Diriamba y San Sebastián en Jinotepe, al día siguiente para sorpresa de los parroquianos en Diriamba estaba San Sebastián y en Jinotepe Santiago, ambos se dirigieron por el camino de Dolores para ir a regresar a las imágenes al llegar a dolores se encontraron y cambiaron las imaganes a Diriamba regresaron con Santiago y a Jinotepe con San Sebastián, al día siguiente volvió a ocurrir lo mismo comenzaron las disputas culmpadose los unos a los otros de ser culpables de cambiar las imágenes, esa noche decidieron que se iban a quedar a reguardas las imágenes para que no fuesen cambias, pero estos se durmieron y al día siguientes volvieron a aparecer Santiago en Jinotepe y San Sebastián en Diriamba volvieron a dirigirse al poblado de dolores para cambiar las imágenes pero el párroco de Jinotepe observó esto como una señal y que Santiago quería quedarse en Jinotepe y San Sebastián en Diriamba y dispucieron que para las fiestas de casa Santo cada uno iría a visitar al otro encontrándose en Dolores así nació el Tope de los Santos.
Hay otra historia que cuentan que cuando los salineros abrieron la primera caja encontraron a San Sebastián y luego abrieron la segunda y encontraron a Santiago intentaron sacar a Santiago pero este se puso bastante pesado, le intentaron quitar a Santiago una campana que traía en el colgada en el cuello pero esta se les resvalo y cayo al fondo del mar, bsucaron una carreta para trasladarlos a Diriamba y Jinotepe, al llegar a Diriamba intentaron bajar a Santiago para dejarlo en Diriamba pero este se puso nuevamente pesado y no lo pudieron bajar mientras San Sebastián esta liviano, entendieron esto como una señal de que Santiago era para Jinotepe y San Sebastián para Diriamba, al llegar a Jinotepe la caja que contenía la imagen de Santiago se puso liviana y así Santiago llegó a Jinotepe y San Sebastián a Diriamba.
La historia, sin embargo, no estaría completa si no se hablara de San Marcos, el autor de uno del 2.º Evangelio. San Marcos se integra al tope posteriormente, cuando un cura tuvo una visión en la que se le reveló que el municipio de San Marcos, tercera en importancia de Carazo, sería destruida.
Algunos “historiadores” lo atribuyen al padre español de apellido Osorio, que llegó al pueblo a comienzos del siglo XIX, tuvo la premonición de que iba a ocurrir un sismo de proporciones gigantescas, por lo cual se arrodilló en el lugar en donde ahora se encuentra la iglesia exclamando: ¡San Marcos, sálvanos! y en virtud de no haber ocurrido el terremoto, el pueblo fue dedicado al evangelista.
la leyenda narra que a comienzos del siglo XIX, una tarde, unos lugareños que araban la tierra bajaron atraer agua a las históricas pilas de sapasmapa que en Nahuatl significa “Ojo de Agua” que era el sitio donde los antiguos pobladores de San Marcos se abastecían del vital líquido.
Y se encontraron una imagen, que llevaron al cura del pueblo, el padre Casiano Campos, el cura declaró que era San Marcos Evagelista. De esta forma, la primera iglesia se construyó, dedicada a San Marcos, a comienzos del siglo XIX por el padre Eduardo Urtecho.
Las fiestas patronales de San Sebastián de Diriamba están por encima de todas las fiestas patronales en Nicaragua En ellas los nicaragüenses expresan sus más auténticas conexiones con sus raíces indígenas y españolas. Muchos de los bailes, canciones y costumbres son verdaderas tradiciones que se remontan a cientos de años cuando los primeros españoles arribaron a Nicaragua. Las fiestas no son un acto de nostalgia, pero si la integración de rituales precolombinos con el catolicismo y su historia es tan fascinante como sus colores, costumbres y música. Un día antes de su fiesta, el día 19 de enero, se celebra una Santa Misa y luego la imagen de San Sebastián sale de su Basílica para dirigirse al poblado de Dolores, que está ubicado entre Jinotepe y Diriamba, Ahí se encuentra con sus Amigos, San Marcos Evangelista santo patrono de la ciudad del mismo nombre y Santiago Apóstol santo patrono de Jinotepe. Este encuentro es conocido como El Tope de los santos San Sebastián es escoltado por bailes tradicionales como El Güegüense o Macho Ratón, el Toro huaco, El Viejo y la Vieja, el Gigante, Las Inditas del Guacal, Las Húngaras entre otros,a medida que suenan las campanas, las imágenes avanzan y son bailadas de lado a lado, y se agitan las banderas de cada “cabildo” que son los encargados de la custodia de los santos.
Las fiestas patronales en el municipio de San Marcos se celebran el 24 y 25 de abril en homenaje al Santo Patrono San Marcos Evangelista, al cual se debe el nombre de la ciudad. Su imagen fue encontrada en las pilas de Sapasmapa, donde se iba a traer el agua. En estas fiestas locales se acostumbran los bailes folklóricos como: El Güegüense, El Toro Huaco, Las Inditas y La vaquita.El día 24, la víspera de la fiesta del santo, se realiza el famoso “Tope de los santos” en donde san marcos se reúne con San Sebastián patrono de Diriamba, Santiago patrono de Jinotepe y de reciente añadidura con la Virgen de Montserrat, patrona de La Concepción, masaya este se da por motivo de añejos enfrentamientos entre pobladores de San Marcos y La Concepción, Suenan los tambores, las sirenas de los autos, las cargas cerradas, cohetes, morteros y el bullicio de la gente es ensordecedor en San Marcos. El tope se realiza en el sitio conocido como El Mojón, que sirve de frontera entre Jinotepe y San Marcos, una de sus principales características es el baile de la vaquita.
La demanda de Santiago en Jinotepe es una de las más significativas pues en esta el pueblo hace la peregrinación más larga del país, esta inicia el 29 de junio y concluye el 12 de julio, esta es conocida como la demanda mayor, esto porque hay más peregrinaciones a diferentes sitios.
El 24 de julio se realiza el Tope de los santos con las imágenes de San Sebastián santo patrono de Diriamba y San Marcos santo patrono de la ciudad del mismo nombre.
En Jinotepe se dan 2 topes, el primero es en el beneficio Santa Rosa, el segundo se da en Dolores, donde los pueblos de Carazo y sus habitantes, alrededor de sus patronos, sellan la amistad y hermandad de la que son guardianes sus patronos, en el participa el baile de los diablitos de Jinotepe.
una gran cantidad de fieles devotos y tradicionalistas opinan que la jerarquía católica debería respetar estas costumbres y tradiciones y el aspecto sentimental, para conservar intacta la tradición tal como comenzó, porque ahora otras imágenes participan del tope, que no es malo, pero trastoca el verdadero significado y espíritu de esta tradición caraceña.